# 浜大樹訓練場
浜大樹訓練場（はまたいきくんれんじょう）とは、北海道広尾郡大樹町浜大樹にある陸上自衛隊演習場である。

## 概要
- 陸上自衛隊が管理している唯一の揚陸訓練場である。
- 毎年6月から7月にかけて実施される協同転地演習の際に、矢臼別演習場へ向かう部隊が、おおすみ型輸送艦から艦載のLCAC-1級エア・クッション型揚陸艇およびヘリコプター空輸で揚陸訓練を行っている。

## 沿革
- 1977年（昭和52年）から：町内旭浜地区の町有地を借り上げ、みうら型輸送艦によるビーチング上陸演習を行っていた。
- 1985年（昭和60年）：場所を歴舟川の対岸に当たる浜大樹地区の町有地に変更。
- 1987年（昭和62年）：浜大樹の町有地を買い取って浜大樹訓練場となった。

## その他
- 揚陸訓練は、協同転地演習の代表的な訓練であるため、左翼団体や労働組合が集まって反対集会を開いている。